# Tang Qianting
Dans ce nom chinois, le nom de famille, Tang, précède le nom personnel.
Tang Qianting (chinois : 唐钱婷), né le 14 mars 2004, est une nageuse chinoise spécialiste des épreuves de brasse.

## Carrière sportive
En février 2024 à l'occasion des championnats du monde à Doha Tang remporte le titre mondial sur 100 m brasse,. 

## Palmarès

### Championnats du monde

#### Grand bassin
- Championnats du monde 2024 à Doha 
  -  Médaille d'or du 100 m brasse
  -  Médaille d'argent du 50 m brasse
- Championnats du monde 2025 à Singapour
  -  Médaille d'argent du 50 m brasse
  -  Médaille de bronze du 100 m brasse
  -  Médaille de bronze du relais 4 x 100 m quatre nages

#### Petit bassin
- Championnats du monde de natation 2021 à Abu Dhabi 
  -  Médaille d'or du 100 m brasse
  -  Médaille d'or du relais 4 x 100 m quatre nages

### Jeux asiatiques
- Jeux asiatiques de 2022 à Hangzhou 
  -  Médaille d'or du 50 m brasse